# Rue de Mazagran (Paris)
Pour les articles homonymes, voir Rue de Mazagran.
Ne doit pas être confondu avec Avenue de Mazagran.
La rue de Mazagran est une voie du 10e arrondissement de Paris, ouverte en 1840.

## Situation et accès

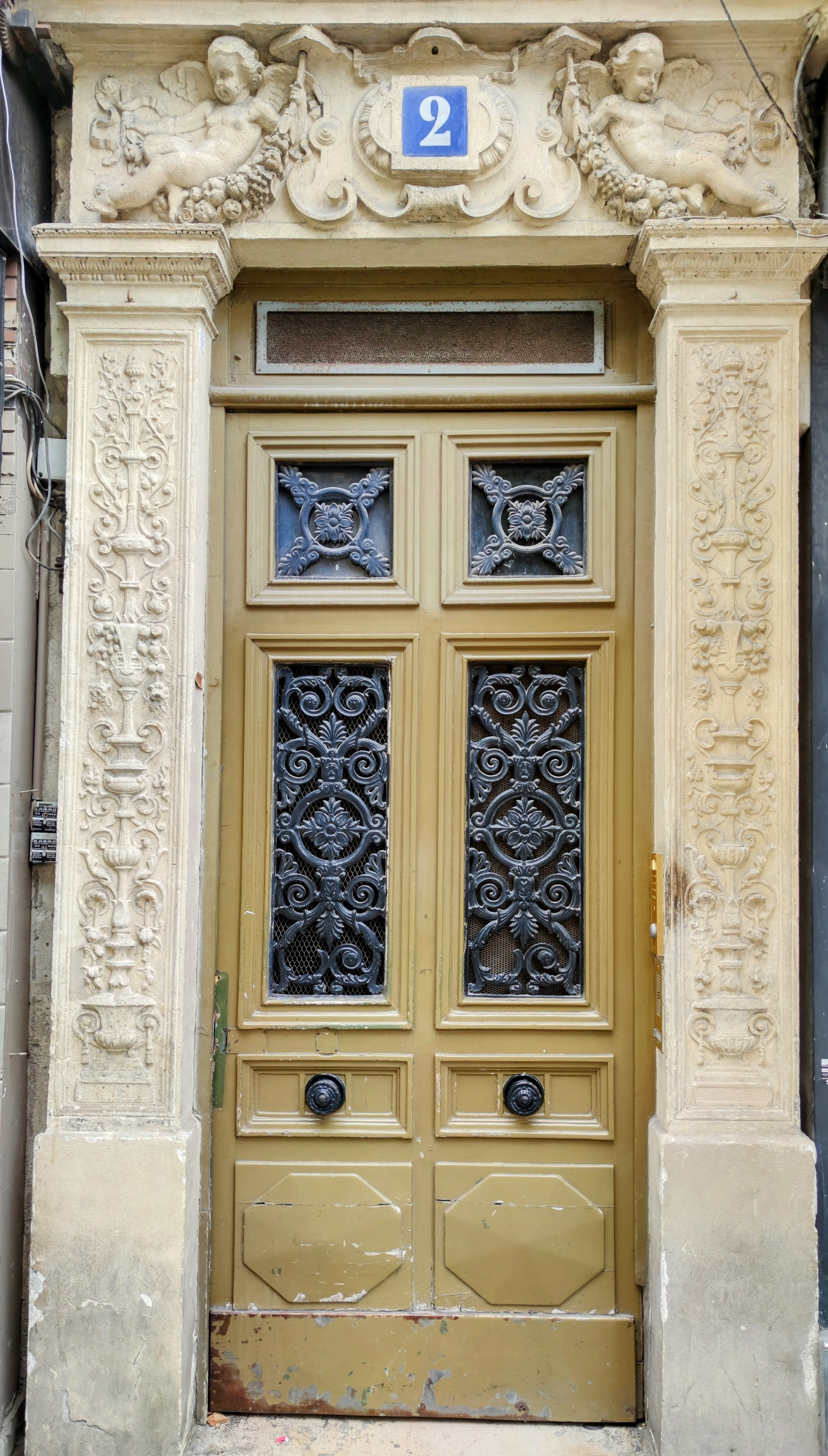
No 2.

La rue de Mazagran est une voie publique du 10e arrondissement de Paris. Elle mesure 129 m de long pour 24 m de large, commence au 16, boulevard de Bonne-Nouvelle et finit au 9, rue de l'Échiquier.

## Origine du nom
Elle porte le nom de la ville d'Algérie, Mazagran, où, en février 1840, une garnison militaire française soutint un siège contre une importante troupe algérienne (bataille de Mazagran).

## Historique
Elle a absorbé, lors de son ouverture en 1840, le cul-de-sac Saint-Laurent et s'est appelée un temps rue Sauvageot.

## Bâtiments remarquables et lieux de mémoire
- No 2 : porte remarquable.
- No 16 : immeuble de style gothique Louis XII construit en 1842, contemporain de l'ouverture de la rue[2].

16, rue de Mazagran
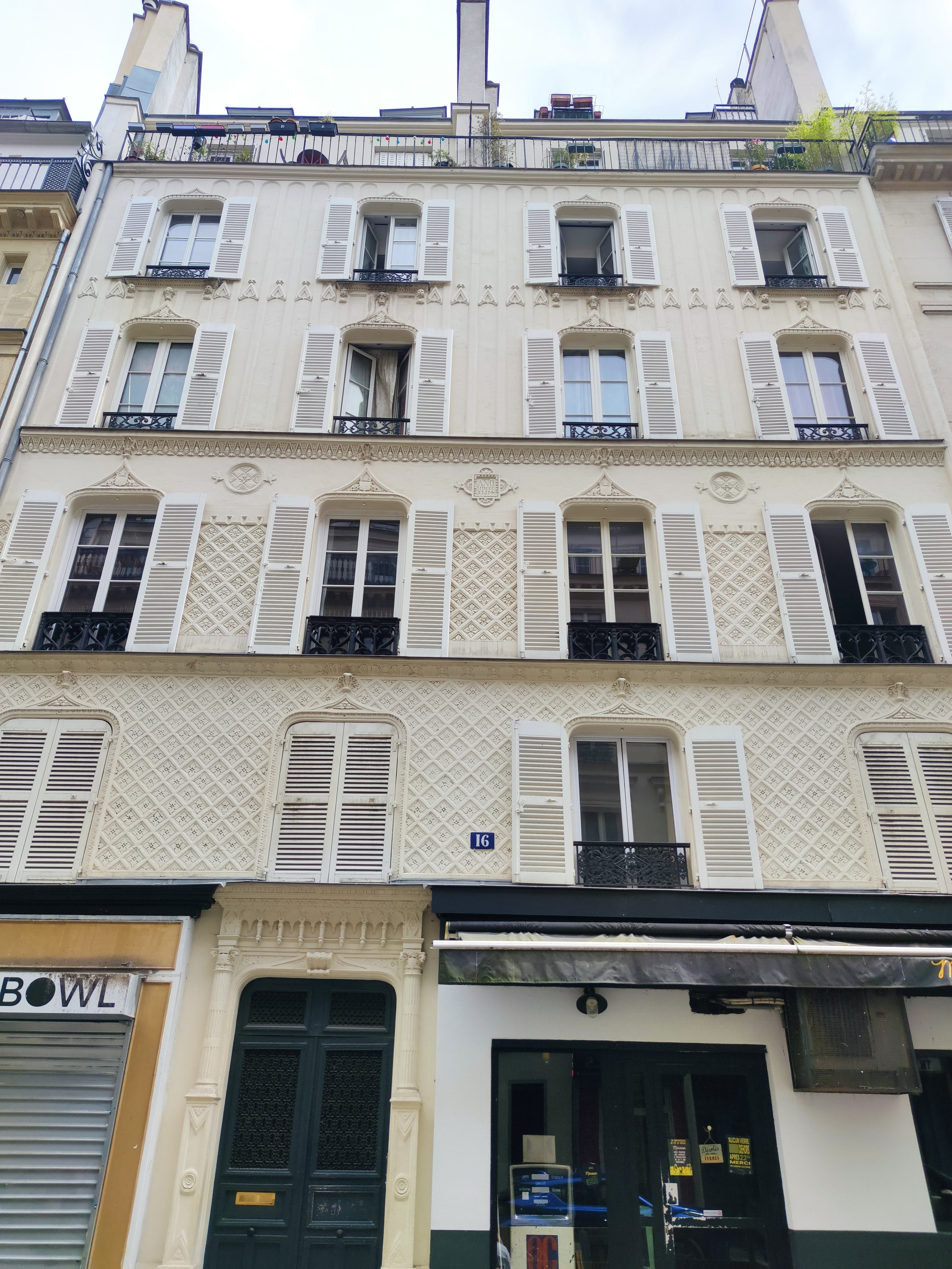
Façade.
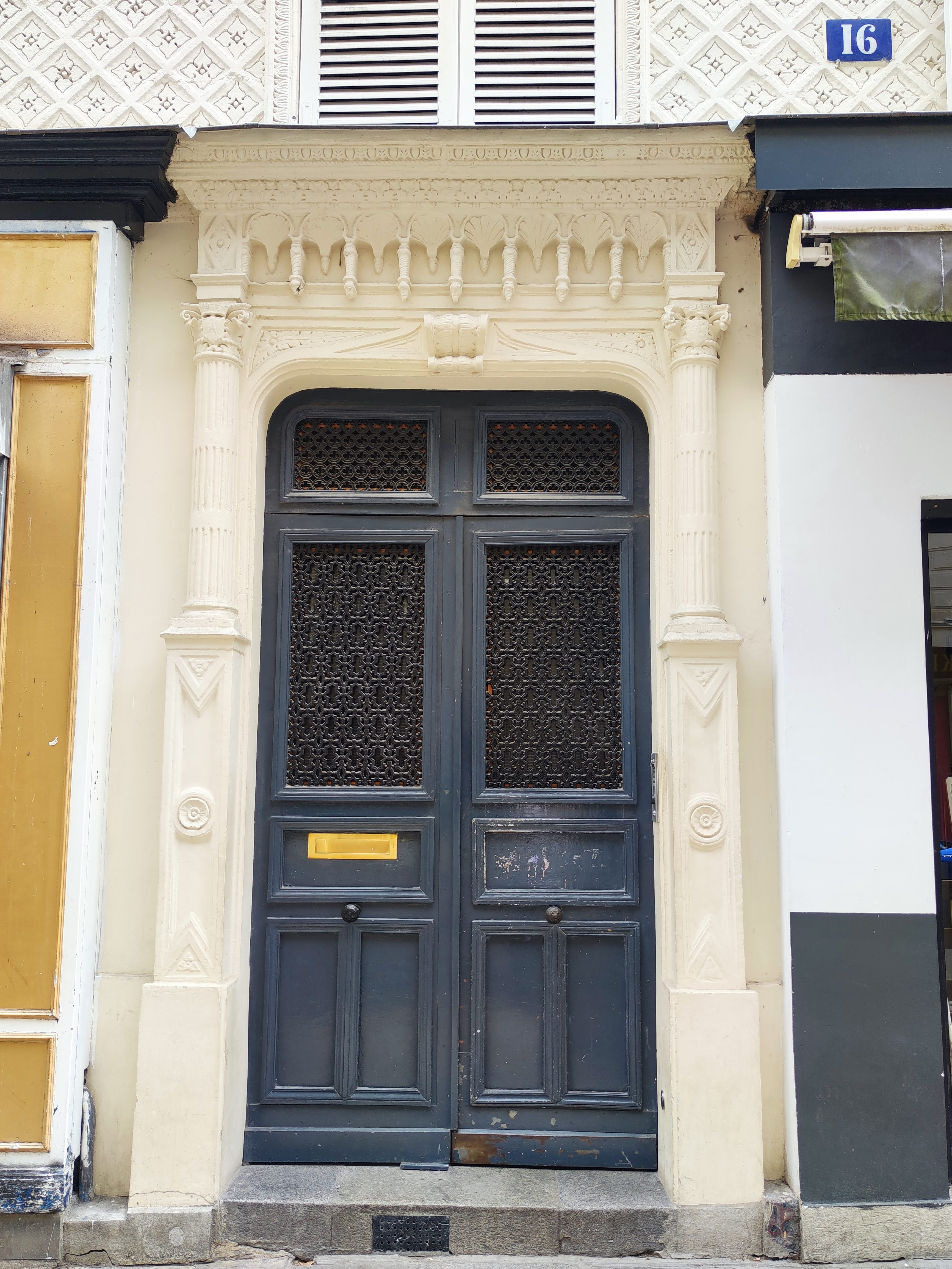
Porte.
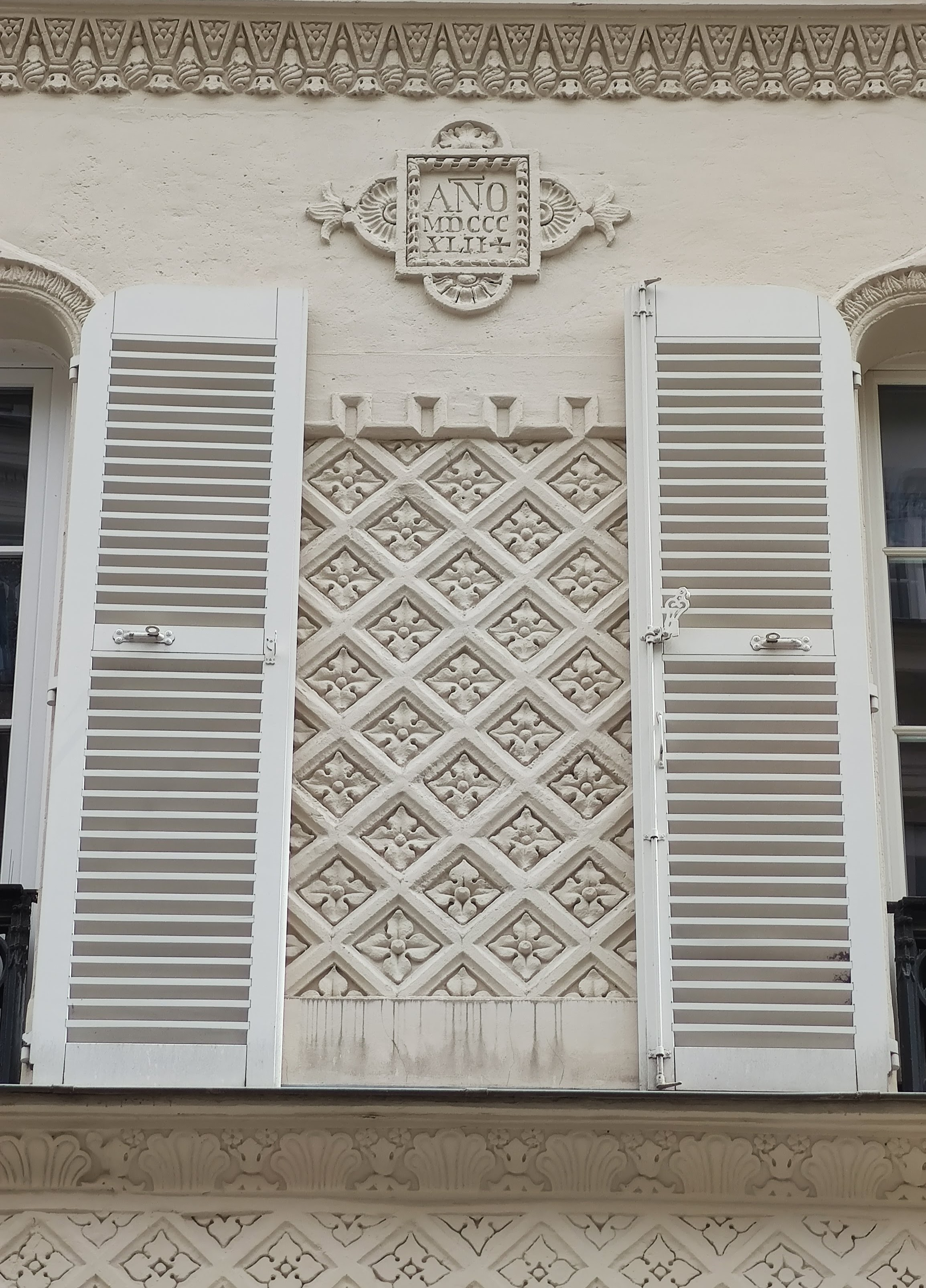
Date : 1842.

- No 18 : dans cet immeuble où il louait un meublé (2e étage, chambre 10), Francis Suttill, chef du réseau britannique Prosper-PHYSICIAN, a été arrêté par la Gestapo le 24 juin 1943, prélude au démantèlement complet du réseau. Une plaque érigée sur la façade lui rend hommage.